# Megaron

Schematyczny plan megaronu:
1. Przedsionek
2. Izba
3. Kolumny

Megaron (stgr. μέγαρον - "duża izba") – charakterystyczny typ budowli w starożytnej kulturze egejskiej, składowa, reprezentacyjna część pałaców mykeńskich i jednocześnie prototyp podstawowej formy starożytnych świątyń greckich. Służył celom reprezentacyjnym oraz kultowym.
Początkowo megaron był jednoizbowym, prostokątnym budynkiem użytkowanym przez mężczyzn. Jego forma przypominała perystyl, do którego wchodziło się przez kolumnowy przedsionek umieszczony na krótszej ścianie. Pośrodku izby umieszczano palenisko, nad którym znajdował się otwór w dachu do odprowadzenia dymu. W takiej formie znany był już w V tysiącleciu p.n.e. Z czasem został przekształcony w reprezentacyjną część pałaców (ok. 1400 p.n.e. - 1100 p.n.e.). Miał tylko jedno pomieszczenie podparte czterema kolumnami, dymnik w dachu oraz otwarty przedsionek na krótszym boku z dwiema kolumnami między ścianami z antami. Ta budowla najprawdopodobniej była pierwowzorem świątyni greckiej distylos in antis. Czasami przed budynkiem umieszczano portyk. Przez dodanie ściany przedniej z otworem drzwiowym można było utworzyć dodatkowe pomieszczenie poprzedzające główną izbę. Budowla ta była stosowana w Grecji od czasów minojskich. 
Przykładem zastosowania jest pałac w Knossos, w którym były dwa megarony:
- królowej, z freskiem z delfinami,
- królewski, zwany również salą podwójnego topora (labrysa).

Jego naśladownictwem były również pomieszczenia męskie (andron) w greckim domu.